# والابی صخره پا-زرد
والابی صخره پا-زرد (نام علمی: Petrogale xanthopus) گونه‌ای کیسه‌دار عضو سرده صخره‌راسوها از تیره درازپایان است که در نیو ساوت ولز غربی، شمال غربی ویکتوریا، و شرق استرالیای جنوبی در استرالیا زندگی می‌کند. این والابی صخره دارای پاها و دمی به رنگ روشن زرد است که نام معمولش نیز از آن گرفته شده. والابی صخره پا-زرد همچون دیگر والابی‌ها شب‌زی و گیاه‌خوار است.